# محمود خان (بازیکن فوتبال)
محمود خان (انگلیسی: Mehmood Khan؛ زادهٔ ۱۰ ژوئن ۱۹۹۱) بازیکن فوتبال اهل پاکستان است.
وی همچنین در تیم‌های ملی فوتبال زیر ۲۳ سال پاکستان و پاکستان بازی کرده است.